# スタッド・ホース
スタッド・ホースは、ポーカーの一種。オープン・ポーカー（スタッド・ポーカー）を元にしている。studとは元々は種馬の意。

## 歴史
いつ考案されたかは定かではないが、カリフォルニア州で禁止されているため、口頭でのルールしか残っていない。このため、いつ頃からはじまったなどは不明である。
スタッドポーカーといわれるオープン・ポーカーを元にしたフロップ・ポーカーの元祖である。

## ゲームの進行
口伝だけなので誰からアクションするかの進行にはさまざまなバリエーションがある。基本的には各プレイヤーに2枚のカードが表を伏せた状態で配られてゲーム開始となる。ゲームにおいてプレイヤーに配られるのはこの2枚のみである。ショーダウンが行われる場合以外はこの2枚を他のプレイヤーに公開する義務はない。このあと、賭けの進行に合わせて段階的に場に合計5枚のカードが配られる。プレイヤーは自分に配られたカードのうち最低1枚と場のカードとを組み合わせて役をつくったとされる。